# دون فيديرسون
دونالد جوي فيديرسون «(16 أبريل 1913 - 18 ديسمبر 1994) كان أمريكيًا منتج تنفيذي أنشأ عددًا من  برامج تلفزيونية بما في ذلك»  المليونير  و 'أبنائي الثلاثة' 'و' شؤون العائلة .

## مهنة
ولد فيديرسون في 16 أبريل 1913 في بيريسفورد ، ساوث داكوتا. انتقلت عائلته إلى كانساس، حيث عمل في فريق العمل والإعلان في صحيفتي نسر ويتشيتا ويتشيتا بيكون.
في عام 1942 أصبح مديرًا تنفيذيًا لحساب أخبار سان فرانسيسكو ثم مدير مبيعات محطة إذاعية سان فرانسيسكو كي واي أيه، وترقى إلى منصب الرئيس والمدير العام وحصل على جائزة بيبودي لبرنامج طوره.
تمت إضافة محطة إذاعية لوس أنجلوس كتمر إلى شحنته عندما اشترتها نيويورك بوست و KYA. أصبحت كتمر KLAC وأضفت بثًا تلفزيونيًا في عام 1948. كان فيديرسون مسؤولاً عن البث الإذاعي والتلفزيوني لمدة خمس سنوات.
أسس فيدرسون شركة التلفزيون الخاصة به في عام 1953 ووقع ليبيراتشي على عقد وضعه أمام جمهور التلفزيون على مستوى البلاد. كان أحد العروض العديدة التي قام ببطولتها عازف البيانو اللامع على الشبكة والتلفزيون.
أنتج فيدرسون أيضًا المسلسل المشترك ″ الحياة مع اليزابيث بطولة بيتي وايت في 1953-54، ″  المليونير ″ مع مارفن ميلر على سي بي اس من 1955-60، و ″ موعد مع الملائكة، ″ مرة أخرى مع ملكة جمال وايت، على أيه بي أس في 1957-58. أصبحت شركة فيديرسون مستشارًا تلفزيونيًا لقائد الفرقة لورانس ويلك في عام 1954 ووضعه في  ABC من 1955 إلى 1971، ثم قامت بتجميع برنامجه على نطاق واسع حتى عام 1982.
أنتج فيدرسون ″  عائلة سميث، سلسلة ABC بطولة هنري فوندا كمحقق من 1971-72 ؛ ″ إلى روما مع الحب، مع جون فورسيث، على شبكة سي بي إس من 1969-1971 ؛ و ″ مسألة عائلية، ″ بطولة بريان كيث كأب بديل لابن أخيه واثنين من بنات أخته، و سيباستيان كابوت كخادم له، والذي كان يعمل على شبكة سي بي إس من 1966-1971.
كما انغمس فيدرسون بنجاح في عروض الألعاب. أنتج ″ هل تثق بزوجتك مع إدغار بيرغن كمضيف لبرنامج مسابقة وقت الذروة على شبكة سي بي إس من 1956 إلى 1957. ثم تحول إلى ABC كبرنامج نهاري يسمى ″بمن تثق؟ ″ بطولة جوني كارسون، الذي انضم إليه عام 1958 الصاحب إد مكماهون. المستقبل ″ عرض الليلة غادر في عام 1962، والعرض، الذي كان حينها يحمل اسم ″ من ″ بدلاً من Who ″ في عنوانه، استمر خلال عام 1963 مع المضيفوودي وودبيري.ومع ذلك، بدأ أكبر نجاح لفيدرسون على التلفزيون في عام 1960 مع "أبنائي الثلاثة"، بطولة فريد ماكموري، والذي عمل فيدرسون كمنتج تنفيذي. تم بث البرنامج لمدة خمس سنوات على ABC وسبعة أخرى على CBS ، مما أدى إلى إنتاج إجمالي 380 حلقة، مما يجعله رابع  الأطول تشغيلًا  حركة حية سيت كوم بين برامج الشبكات الأمريكية في أوقات الذروة. في 14 نوفمبر 1974، تلقى فيديرسون نجمة على ممر الشهرة في هوليوود لمساهمته في صناعة التلفزيون، في 1735 N.

## الحياة الشخصية
تزوج فيدرسون من الممثلة هيلين ماسي «تيدو» مينور من عام 1938 إلى عام 1968. وأنجب سبعة أطفال، اثنان منهم أصبحا ممثلين: جريج فيدرسون و مايك مينور. في عام 1969 تزوج الممثلة ايفون لايم، المؤسس المشارك لـ Childhelp. ظلوا متزوجين حتى وفاته.

## الموت
توفي فيديرسون في 18 ديسمبر 1994، عن عمر يناهز 81 عامًا، من مرض القلب أثناء علاجه في مستشفى سيدارس سيناء في لوس أنجلوس ، كاليفورنيا. تم دفنه في  جلينديل فورست لون ميموريال بارك (جليندال) | فورست لاون الحديقة التذكارية.

## الروابط الخارجية
- دون فيديرسون في قاعدة بيانات الأفلام على الإنترنت
- دون فيديرسون على موقع فايند أغريف